# Saint-Vincent-les-Forts
Saint-Vincent-les-Forts is een plaats en voormalige gemeente in het Franse departement Alpes-de-Haute-Provence (regio Provence-Alpes-Côte d'Azur) en telt 264 inwoners (2008). De plaats maakt deel uit van het arrondissement Barcelonnette. Saint-Vincent-les-Forts is op 1 januari 2017 gefuseerd met de gemeente La Bréole tot de gemeente Ubaye-Serre-Ponçon. 

## Geografie
De oppervlakte van Saint-Vincent-les-Forts bedraagt 24,0 km², de bevolkingsdichtheid is 8,5 inwoners per km².
De onderstaande kaart toont de ligging van Saint-Vincent-les-Forts met de belangrijkste infrastructuur en aangrenzende gemeenten.

## Demografie
Onderstaande figuur toont het verloop van het inwonertal (bron: INSEE-tellingen).
Vanwege een beveiligingsprobleem met de MediaWiki Graph-software is het momenteel niet mogelijk deze grafiek weer te geven. Zodra de software is bijgewerkt zal de grafiek vanzelf weer zichtbaar worden.